# Electronic Entertainment Expo 1997
L’Electronic Entertainment Expo 1997, communément appelé E3 1997, est la 3e édition de ce salon exclusivement consacré aux jeux vidéo. Il s'est déroulé du 19 au 21 juin 1997 à Atlanta.
Parmi les jeux annoncés lors de cette édition, on peut citer Duke Nukem Forever, Fallout, Half-Life, Metal Gear Solid, Panzer Dragoon Saga et Quake II.